# Страуб, Роберт Уильям
Роберт Уильям "Боб" Страуб (англ.  Robert W. Straub; 6 мая 1920, Сан-Франциско, штат Калифорния — 27 ноября 2002, Спрингфилд, штат Орегон) — американский политик, 31-й губернатор Орегона в 1975—1979 годах. Член  Демократической партии.
Как и его оппонент на посту губернатора Том Макколл, он был известным защитником окружающей среды.

## Ранние годы
Роберт родился 6 мая 1920 года в Сан-Франциско. Его родителями были Томас Дж. и Мэри Талли Страуб, убежденные республиканцы. Во время Второй мировой войны он служил в армейском квартирмейстерском корпусе. В 1943 году Роберт получил степень бакалавра искусств в Дартмутском колледже, а затем в 1947 году степень магистра делового администрирования в школе.
В 1943 году Роберт женился на Пэт Страуд; у них было три сына и три дочери. В 1946 году когда Роберт устроился на работу на новом лесопромышленном предприятии «Вейерхаузер», он и его семья переехали в Спрингфилд. В «Вейерхаузер» он работал с бывшим одноклассником, а затем спикером Палаты представителей Орегона Ричардом Эйманном. Роберт также основал свою строительную фирму. Он самостоятельно разбогател, инвестируя в фондовый рынок, в развитие недвижимости и торговлю древесиной.

## Карьера в политике
Роберт работал в своей строительной фирме до начала своей политической карьеры, когда он в 1954 году был избран в Совет уполномоченных округа Лейн. Роберт служил в комиссии с 1955 по 1959 год. Он представлял округ Лейн в Сенате штата Орегон с 1959 по 1963 год. За время своего пребывания в сенате Роберт заработал себе репутацию сторонника рационального использования и сохранения природных ресурсов. Он был одним из первых руководителей штата, который выразил обеспокоенность по поводу загрязнения воздуха и воды.
В 1964 году Роберт был избран на четырехлетний срок казначеем штата Орегон. В 1966 году он безуспешно баллотировался в канцелярию губернатора, проиграв Тому Макколлу. В качестве государственного казначея Роберт Страуб работал над созданием инвестиционного фонда местных органов власти и системы пенсионного обеспечения государственных служащих штата Орегон (PERS). Он также выступал против строительства шоссе «U.S. Route 101», запланированного для района к югу от Тилламука, где шоссе планировалось провести через реку Нестакка, вверх по песчаной косе мимо мыса Киванда вдоль побережья океана. Он смог организовать кампанию поддержки против реализации данного плана, и в конце концов добился того, чтобы шоссе было построено ближе к его предыдущему местоположению в глубине от побережья. Роберт служил в офисе два срока, с 1965 по 1973 год, и проиграл второе выдвижение Макколлу в 1970 году.

## Губернатор
Конституция штата запретила Макколлу баллотироваться на третий срок подряд на выборах 1974 года. В том году Роберт, наконец, смог получить высшую должность в штате, победив тогдашнего сенатора штата Виктора Дж. Атия, выиграв самый большой отрыв в губернаторской гонке в Орегоне с 1950 года. За время пребывания Страуба на посту губернатора были усилены законы штата об энергетике и землепользовании. Он также работал над увеличением налоговых льгот по налогу на имущество и предоставлением льгот по тарифам на коммунальные услуги для пожилых людей. Он назначил больше женщин, представителей меньшинств и инвалидов руководителями государственных агентств, чем любой предыдущий губернатор Орегона. Среди других его достижений – снижение уровня безработицы с 12% до 5% и работа над завершением планов строительства предлагаемой автомагистрали Маунт-Худ. Роберт потерпел поражение в его переизбрании в 1978 году в матче-реванше с Виктором Атия.

## Последние годы
После своего поражения на переизбрании Роберт управлял фермами в Сейлеме, Спрингфилде, Кертине и Уилламине. Кроме того, он также управлял ранчо в округе Уилер. Роберт рассматривал возможность баллотироваться против Боба Паквуда в 1986 году на его место в Сенате США, но решил не бросать вызов республиканцу. В 1987 году Государственный парк  Нестакка Спит возле Пасифик-Сити в его честь был переименован в Государственный парк Боба Страуба, а в 2001 году в его честь был назван конференц-зал в правительственных учреждениях округа Лейн. В 1999 году он объявил, что страдает болезнью Альцгеймера. 
Роберт Страуб умер 27 ноября 2002 года от осложнений, вызванных болезнью, в доме престарелых Gateway Living Center в Спрингфилде, в возрасте 82 лет.